# Кункі (Млавський повіт)
Кункі (пол. Kunki) — село в Польщі, у гміні Шренськ Млавського повіту Мазовецького воєводства.
Населення — 64 особи (2011).
У 1975-1998 роках село належало до Цехановського воєводства.

## Демографія
Демографічна структура станом на 31 березня 2011 року:
|          | Загалом | Допрацездатний вік | Працездатний вік | Постпрацездатний вік |
| -------- | ------- | ------------------ | ---------------- | -------------------- |
| Чоловіки | 27      | 4                  | 23               | 0                    |
| Жінки    | 37      | 8                  | 19               | 10                   |
| Разом    | 64      | 12                 | 42               | 10                   |